# Chelah Horsdal
Chelah P. Horsdal (Vancouver, 19 giugno 1973) è un'attrice canadese.
È conosciuta per i suoi ruoli regolari nelle serie televisive Hell on Wheels, Quando chiama il cuore e L'uomo nell'alto castello, per i ruoli ricorrenti in Stargate SG-1, Level Up, Arrow e Star Trek: Discovery, e per le sue interpretazioni nei film Aliens vs. Predator 2 e L'alba del pianeta delle scimmie.

## Biografia
Horsdal è nata a Vancouver, in British Columbia. Figlia dell'insegnante di yoga Lindsay Whalen e del cantante di origine danese Valdy, al secolo Paul Valdemar Horsdal, decorato con l'ordine del Canada. Dopo la separazione dei genitori, mai sposati, Chelah si trasferisce con la madre a Vancouver. Le sue prime apparizioni sono in spot televisivi locali. Dopo alcuni anni alle Cayman studia recitazione alla Lyric School of Acting di Vancouver. Tra i maestri figurano Larry Moss, Ivana Chubbuck, John Cassini, Ben Ratner e Gina Chiarelli.
Horsdal ha iniziato la sua carriera recitativa nel 2002. Da allora è apparsa in oltre 75 spot pubblicitari, oltre che in film e in televisione. Ha interpretato ruoli da protagonista e ruoli di supporto in Hell on Wheels, The Man In the High Castle, When Calls the Heart, Candiland, Patterson's Wager, Three Weeks, Three Kids, On Strike For Christmas, Marley & Me: The Puppy Years e in The Client List di Lifetime. Ha inoltre avuto ruoli da protagonista in Lying To Be Perfect e Mrs. Miracle.
Crediti aggiuntivi includono ruoli da protagonista nel lungometraggio Burning Mussolini, nel film Gym Teacher: The Movie di Nickelodeon, co-protagonista insieme a Christopher Meloni e Amy Sedaris, in Flirting with Forty con Heather Locklear e nel pilota televisivo FOX The Virgin of Akron, Ohio.
I ruoli da protagonista di supporto includono Aliens vs. Predator: Requiem per la 20th Century Fox e Possession al fianco di Sarah Michelle Gellar, così come Elegy con Ben Kingsley e Penélope Cruz e Rise of the Planet of the Apes con John Lithgow e James Franco.
Le sue interpretazioni nei cortometraggi Dark Room (2006) e The Hostage (2010) le hanno valso entrambe una nomination al Leo Award come Migliore Interpretazione. I ruoli ricorrenti includono Battlestar Galactica, Exes & Ohs, The L Word, Stargate SG-1, Saved, DaVinci's Inquest, Whistler, Blackstone, Clue e Level Up di Cartoon Network.
Nel 2021 entra a far parte del franchise di fantascienza Star Trek, interpretando, a partire dalla quarta stagione della serie televisiva Star Trek: Discovery, il ruolo di Laira Rillak, mezza umana e mezza Cardassiana, presidente della rinata Federazione Unita dei Pianeti nel XXXII secolo.

## Filmografia parziale

### Cinema
- Connie e Carla (Connie end Carla), regia di Michael Lembeck (2004)
- The Exorcism of Emily Rose, regia di Scott Derrickson (2005)
- La Pantera Rosa (The Pink Panther), regia di Shawn Levy (2006)
- X-Men - Conflitto finale (X-Men -The Last Stand), regia di Brett Ratner (2006)
- L'uomo senza ombra 2 (Hollow Man 2), regia di Claudio Fäh (2006)
- Aliens vs. Predator 2, regia dei Fratelli Strause (2007)
- Lezioni d'amore (Elegy), regia di Isabel Coixet (2008)
- Possession, regia di Joel Bergvall e Simon Sandquist (2008)
- Passengers - Mistero ad alta quota (Passengers), regia di Rodrigo García (2008)
- L'alba del pianeta delle scimmie (Rise of the Planet of the Apes), regia di Rupert Wyatt (2011)
- Io & Marley 2 - Il terribile (Marley & Me: The Puppy Years), regia di Michael Damian (2011)
- Quella casa nel bosco (The Cabin in the Woods), regia di Drew Goddard (2012)
- Resta anche domani (If I Stay), regia di R.J. Cutler (2014)
- Un viaggio stupefacente (Boundaries), regia di Shana Feste (2018)
- Noelle, regia di Marc Lawrence (2019)
- Prom Pact, regia di Anya Adams (2023)

### Televisione
- The Hat Squad – serie TV, 1 episodio (1993)
- Andromeda – serie TV, 1 episodio (2003)
- Tru Calling – serie TV, 1 episodio (2003)
- Da Vinci's Inquest – serie TV, 2 episodi (2003-2004)
- Cold Squad - Squadra casi archiviati (Cold Squad) – serie TV, 1 episodio (2004)
- 4400 (The 4400) – serie TV, 1 episodio (2005)
- Criminal Minds – serie TV, 1 episodio (2005)
- Smallville – serie TV, 1 episodio (2005)
- Supernatural – serie TV, 2 episodi (2005-2011)
- Stargate SG-1 – serie TV, 5 episodi (2004-2006)
- Psych – serie TV, 1 episodio (2007)
- Flirting with Forty - L'amore quando meno te lo aspetti (Flirting with Forty), regia di Mikael Salomon – film TV (2008)
- La lista dei clienti (The Client List), regia di Eric Laneuville – film TV (2010)
- Il patto di Cenerentola (Lying to Be Perfect), regia di Gary Harvey – film TV (2010)
- R.L- Stine's The Haunting Hour – serie TV, 1 episodio (2011)
- Arrow – serie TV, 5 episodi (2012-2014)
- The Killing – serie TV, 1 episodio (2012)
- Hell on Wheels – serie TV, 14 episodi (2013-2016)
- Quando chiama il cuore (When Calls the Heart) – serie TV, 10 episodi (2014)
- Falling Skies – serie TV, 1 episodio (2015)
- L'uomo nell'alto castello (The Man in the High Castle) – serie TV, 36 episodi (2015-2019)
- The Returned – serie TV, 5 episodi (2015)
- Proof – serie TV, 1 episodio (2015)
- Unreal – serie TV, 2 episodi (2015)
- You Me Her – serie TV, 16 episodi (2016-2017)
- Rogue – serie TV, 1 episodio (2017)
- When We Rise – miniserie TV, episodio 1x2 (2017)
- The Good Doctor – serie TV, episodio 1x13 (2018)
- The 100 – serie TV, episodio 6x02 (2019)
- L'estate in cui imparammo a volare (Firefly Lane) - serie TV (2021-in corso)
- Star Trek: Discovery - serie TV, 5 episodi (2021)

## Doppiatrici italiane
Nelle versioni in italiano delle opere in cui ha recitato, Chelah Horsdal è stata doppiata da:
- Sabrina Duranti in Supernatural, The Mentalist
- Daniela Abbruzzese in Psych, Quando chiama il cuore
- Mirta Pepe ne L'uomo nell'alto castello, L'estate in cui imparammo a volare
- Franca D'Amato in Lezioni d'amore
- Emilia Costa ne La lista dei clienti
- Emanuela Baroni ne Il patto di Cenerentola
- Pinella Dragani in Battlestar Galactica
- Alessandra Karpoff in Io & Marley 2 - Il terribile
- Barbara De Bortoli in The 100
- Roberta Pellini in The Returned
- Anna Cugini in The Good Doctor
- Simona Biasetti in The Bletchley Circle: San Francisco
- Laura Cosenza in You Me Her
- Stella Musy in Prom Pact